# Primo triumvirato (Argentina)
Il primo triumvirato fu l'organo esecutivo che sostituì la Giunta Grande e governò le Province Unite del Río de la Plata tra il 23 settembre 1811 e l'8 ottobre 1812. Originariamente formato da Feliciano Chiclana, Manuel de Sarratea e Juan José Paso, vide in seguito la sostituzione di quest'ultimo con Juan Martín de Pueyrredón. Dopo poco più di un anno, l'organismo cedette il potere al Secondo Triumvirato.

## Formazione del primo triumvirato
La Giunta Grande, costituitasi in seguito all'integrazione dei rappresentanti delle città dell'interno alla Prima Giunta, trovò serie difficoltà a governare, in parte per il numero eccessivo dei suoi membri e per la sua struttura interna indefinita, e in parte per i contrasti sorti tra essa e la città di Buenos Aires, i cui interessi erano rappresentati dal cabildo. La partenza di Saavedra per il fronte di guerra, dopo la disastrosa battaglia di Huaqui, fece perdere al governo la sua figura più importante. Il 19 settembre 1811, nonostante il parere contrario della giunta, l'autorità municipale elesse i suoi rappresentanti al futuro congresso; risultarono votati Juan José Paso e Feliciano Chiclana. Il cabildo nominò inoltre sedici mandatari (apoderados), incaricati di discutere con l'esecutivo nazionale le misure da prendere per risolvere la gravissima situazione in cui versavano le Province Unite; tra di essi risultavano eletti Bernardino Rivadavia, Manuel de Sarratea e Vicente López y Planes.
Nel tentativo di placare l'opposizione crescente, il 23 settembre 1811 la Giunta Grande nominò per decreto un nuovo organo esecutivo composto da tre persone, a cui fu dato il nome di Triumvirato, adducendo motivazioni di velocità di decisione e di energia. Furono chiamati a farne parte Paso, Chiclana e Sarratea, mentre Rivadavia, López y Planes e José Julián Pérez ne furono proclamati segretari senza diritto di voto. I membri della giunta entrarono in un nuovo organismo, la "Giunta di Conservazione della Sovranità di Ferdinando VII" (Junta Conservadora de la Soberanía de Fernando VII), alla quale il Triumvirato avrebbe dovuto rispondere.

## Azione di governo
Per un mese furono presenti a Buenos Aires due diverse autorità, una in rappresentanza delle città dell'interno e l'altra dei ceti elevati di Buenos Aires. Sollecitata a stabilire la suddivisione dei compiti e dei poteri, la giunta emanò il 22 ottobre un regolamento, che però il Triumvirato non approvò, ma sottomise all'esame del cabildo cittadino. Davanti alle esitazioni dell'autorità municipale e al conflitto montante nell'opinione pubblica, il 7 novembre i triumviri decisero di sciogliere con un atto di forza la Giunta di Conservazione. Pochi giorni dopo emanarono uno Statuto provvisorio, che stabilì una serie di principi legali e che avrebbe dovuto rimanere in vigore fino all'adozione di una nuova Costituzione; in esso si affermavano, quantunque in maniera vaga, i principi di libertà di stampa, di sicurezza personale e di divisione dei poteri.
Il mese seguente, a seguito della sollevazione chiamata Motín de la Trenzas (in italiano "Ammutinamento delle Trecce"), i membri della giunta furono espulsi da Buenos Aires, e Saavedra fu confinato a Mendoza.
Nel gennaio del 1812 il Triumvirato soppresse le Audiencias, sostituendole con una Cámara de Apelaciones ("Camera d'Appello"), formata da cinque membri; a differenza del precedente, che assolveva anche compiti di carattere amministrativo, il nuovo organismo mantenne solo il potere giudiziario. Lasciò inoltre senza effetto la normativa sulla formazione delle giunte provinciali licenziata dal precedente organo di governo, installando nelle province governatori scelti dallo stesso governo.
A marzo, il Triumvirato fissò le regole di convocazione delle assemblee previste per eleggere i membri giunti al termine del loro mandato; a tali assemblee fu concesso solo tale potere, e la loro composizione era palesemente sbilanciata a favore dei rappresentanti di Buenos Aires.

## L'opposizione
Nel gennaio del 1812, si costituì a Buenos Aires la Sociedad Patriótica y Literaria, alla quale aderirono gli elementi più radicali della borghesia cittadina; molti di essi avevano già fatto parte della precedente Sociedad Patriótica, dissolta dalla Giunta Grande dopo la rivoluzione del 5 e 6 aprile 1811. Inizialmente favorevole al governo, l'atteggiamento dell'associazione e della figura più rappresentativa di essa, Bernardo de Monteagudo, si fece nel tempo sempre più critico, spingendo decisamente verso una dichiarazione di indipendenza e la convocazione di un congresso.
In città erano nel frattempo giunti dall'Europa alcuni ufficiali di origine creola, tra i quali figuravano José de San Martín e Carlos María de Alvear, che si erano affiliati ad una loggia segreta, la Loggia Lautaro, che poneva tra i suoi obbiettivi l'indipendenza americana e l'emancipazione dalla Spagna. I comuni obbiettivi con la Sociedad Patriótica trasformarono quest'ultima nello strumento pubblico dei membri della loggia, vincolati dal patto di segretezza.
In questo contesto, il 4 aprile fu convocata l'assemblea per l'elezione del successore di Juan José Paso. La scelta cadde su Juan Martín de Pueyrredón; trovandosi quest'ultimo impegnato nella campagna militare dell'Alto Perù, fu designato come suo sostituto temporaneo José Miguel Díaz Vélez. Quest'ultima decisione provocò uno scontro con il Triumvirato, che aveva stabilito nello Statuto provvisorio che, in caso di assenza di uno dei membri, il suo ruolo sarebbe stato assolto da uno dei segretari. Quando l'assemblea si proclamò sovrana, il Triumvirato la sciolse d'autorità.
L'opposizione realista di Buenos Aires fu soffocata nel sangue dopo la scoperta di una congiura guidata dal commerciante spagnolo Martín de Álzaga, già eroe della resistenza durante le invasioni britanniche e protagonista di un tentato colpo di Stato contro il viceré Santiago de Liniers nel 1809; la reazione del governo, nel quale si distinse l'operato del segretario Rivadavia, fu durissima, e portò all'esecuzione di 41 persone, compreso lo stesso Álzaga, e all'esilio di numerose altre.

## La crisi e la caduta
Il prestigio del Triumvirato, già profondamente minato dallo scioglimento dell'assemblea, subì un ulteriore colpo dalla guerra contro i realisti; disobbedendo agli ordini del governo, che gli aveva chiesto di ripiegare su Córdoba, Manuel Belgrano riuscì a fermare l'invasione nemica a Tucumán, vincendo un'importantissima battaglia.
Alla scadenza del mandato di Sarratea, la nuova assemblea si riunì il 6 ottobre per nominarne il successore; Monteagudo, eletto nella città di Mendoza, ne fu escluso per mezzo di una commissione elettorale, così come altri esponenti radicali. L'8 ottobre 1812, reparti dell'esercito guidati da Alvear e San Martín, accompagnati dai civili vicini alla Sociedad Patriótica, occuparono la piazza, chiedendo all'esecutivo le dimissioni, la consegna provvisoria del potere al cabildo e la convocazione immediata di un'Assemblea generale. Di fronte alla sommossa, i triumviri si dimisero; l'autorità municipale nominò un nuovo esecutivo di tre membri, il cosiddetto Secondo Triumvirato, che avrebbe dovuto rimanere in carica fino alla convocazione di un'Assemblea Generale, destinata a redigere una nuova costituzione.